# 黎巴嫩國家足球隊
黎巴嫩国家足球队（阿拉伯语：المنتخب اللبناني لكرة القدم）由黎巴嫩足球協會管理，現時屬於國際足協及亞洲足協成員之一，自1933年成立以来代表黎巴嫩参加足球比赛。黎巴嫩共参加了三次亚洲杯，还未能参加国际足联世界杯。黎巴嫩的主场是贝鲁特的卡米尔·查穆斯体育城体育场，也有其他备选场地，如赛达的赛达市政球场。
1935年，黎巴嫩与罗马尼亚俱乐部CA蒂米什瓦拉进行了首场比赛，但未被FIFA认可。黎巴嫩于1940年与英属巴勒斯坦足球队进行了国际足联认可的首场比赛。在2014年世界杯预选赛中，黎巴嫩第一次进入决赛圈，2011年主场2比1击败韩国，但未能首次进入2014年世界杯决赛圈，小组垫底。在2019年亚洲杯上，黎巴嫩曾一度接近首次进入淘汰赛，但由于在第三名队伍排名中在公平竞争规则一项输给越南而被淘汰。黎巴嫩还参加过阿拉伯国家杯，西亚足球锦标赛和阿拉伯运动会。作为主办方，在阿拉伯杯上获第三名，在阿拉伯运动会上两次获第三名。
受国家象征物黎巴嫩雪松的启发，黎巴嫩队被球迷和媒体称为“香柏木”(阿拉伯语：رجال الأرز)。黎巴嫩国家队主场球衣主要是红色，客场球衣是白色，以致敬黎巴嫩国旗。在1998年至2016年国际足联排名持续下降后，黎巴嫩国际排名迎来反弹，从2016年的第147名跳升66名至2018年的第81名，并于2018年9月达到目前最高排名第77名。这是在2016年3月29日至2018年9月9日期间保持16场不败的成果，其中黎巴嫩赢得8场比赛，8场比赛打平。

## 歷史
黎巴嫩足球隊在上世紀六十年代開始參與阿拉伯國家之間的國際賽事，但由於黎巴嫩在1975年至1990年發生了持續十五年的內戰，以至黎巴嫩遲遲未能派隊參與更大規模的國際賽。1990年黎巴嫩內戰結束後，黎巴嫩積極參與國際足球賽事，並首次參加1994年世界杯外圍賽，並主辦首圈外圍賽其中一個循環的賽事，可惜未能晉級。之後黎巴嫩又取得2000年亞洲盃足球賽決賽周的主辦國資格，以東道主的身份直接獲得決賽周資格，在首輪分組賽被編進與泰國、伊拉克、伊朗一組，結果只取得二和一負的戰積排在小組第四。當屆亞洲盃足球賽被評為有史以來入座率最差勁的一屆，其中一場分組賽由南韓對印度尼西亞，只錄得僅三百多人入場數字。
踏入廿一世紀，黎巴嫩未能在世界杯外圍賽晉級。以色列於2006年攻打黎巴嫩，因此令黎巴嫩不得不退出正在舉行的2007年亞洲杯外圍賽。
2014年世界杯外圍賽，黎巴嫩有出色表現，在首輪分組賽曾經主場擊敗南韓，最後力壓科威特及阿聯酋取得小組次名出線資格，歷史性晉身外圍賽最後一輪比賽，雖然黎巴嫩在最後一輪分組賽位列小組末席出局，但也曾在主場擊敗小組首名的伊朗，這次比賽也成為黎巴嫩取得最佳的世界杯外圍賽成績。
2015年亞洲盃外圍賽，黎巴嫩屈居伊朗及科威特之後，得小組第三名，最後僅以一個得失球差落後於鄰組第三名中國，未能取得最佳小組第三名，沒法晉級亞洲盃決賽周。2018年世界杯外圍賽，黎巴嫩在第二圈分組賽再與南韓及科威特同組，本來一直排名小組第三的黎巴嫩，因一直排第二名的科威特遭國際足協禁賽，使黎巴嫩最後取代科威特得小組次名，但因失分太多以至未能成為成績最佳的四支次名球隊，沒法晉級。
2019年亞洲盃外圍賽，黎巴嫩以小組首名晉級決賽周，是繼2000年以主辦國身份參加亞洲盃後，首次透過外圍賽晉級決賽周。黎巴嫩首兩場分組賽不敵卡塔爾及沙地阿拉伯，最後一仗雖以4-1大勝北韓，取得小組第三名，但因紀律分數不及與自己分數、得球及失球完成相同的越南失卻了四隊最佳第三名的晉級資格。
2022年世界盃足球賽的資格賽中，黎巴嫩首戰以0-2不敵北韓，之後分別以2-1和3-0擊敗土庫曼和斯里蘭卡，在主場以0-0戰平南韓國家足球隊和北韓，在最後三場先是以3-2擊敗斯里蘭卡，分別以2-3和1-2敗給土庫曼和南韓，但因同組的北韓退出外圍賽，黎巴嫩因而取得小組次名。黎巴嫩在各組次名中排名第五，本來沒有機會晉級第三輪，因為卡塔爾為世界盃主辦國，他們得第二輪小組首名，取得出席2023年亞洲盃決賽周資格後，不需參加第三輪，小組次名排第五的黎巴嫩因而可以晉級第三輪，是黎巴嫩自世界盃亞洲區資格賽改制以來首次晉級第三輪。可惜黎巴嫩在第三輪分組賽只位列小組榜末出局。
2023件亞洲盃，黎巴嫩在小組賽只取得一和兩負成績，未能晉級。2026年世界盃外圍賽，黎巴嫩在第二圈只取得小組第三名，未能晉級。

## 世界盃成績
- 1994年 至 2026年 - 外圍賽淘汰

## 亞洲盃成績
| 排名 | 隊伍   | 賽 | 勝 | 和 | 負 | 得 | 失 | 差 | 分 | 獲得資格   |  | QAT | TJK | CHN | LBN |
| ---- | ------ | -- | -- | -- | -- | -- | -- | -- | -- | ---------- |  | --- | --- | --- | --- |
| 1    | (H)    | 3  | 3  | 0  | 0  | 5  | 0  | +5 | 9  | 晉級淘汰賽 |  | —   |     |     |     |
| 2    |        | 3  | 1  | 1  | 1  | 2  | 2  | 0  | 4  | 晉級淘汰賽 |  |     | —   |     |     |
| 3    | 中國   | 3  | 0  | 2  | 1  | 0  | 1  | −1 | 2  |            |  |     |     | —   |     |
| 4    | 黎巴嫩 | 3  | 0  | 1  | 2  | 1  | 5  | −4 | 1  |            |  |     |     | —   |     |